# Orde van Verdienste (Maleisië)

Lint

De Maleisische Orde van Verdienste of Darjah Bakti werd op 26 juni 1975 door de Maleisische koning, Tuanku Abdul Halim van Kedah ingesteld. Anders dan de andere hoge Maleisische onderscheidingen is geen titel of adeldom, anders dan het recht om de letters "DB" achter de naam te plaatsen, 
aan de onderscheiding verbonden. De orde lijkt geïnspireerd door het beroemde Britse voorbeeld, de Order of Merit.
Alleen Maleisische onderdanen kunnen voor hun verdiensten op cultureel, wetenschappelijk, kunstzinnig of humanitair gebied worden onderscheiden.In de eerste 25 jaar werd de orde tienmaal verleend.
Men draagt de zeer kostbaar uitgevoerde onderscheiding aan een lint om de hals.	
Het ronde kleinood bestaat uit een wit medaillon met het rijkswapen en een ajourgezaagde gouden ring met sterren, halvemanen en varens. Rond het wapen op het medaillon staat het motto "BAKTI UNTUK NEGARA".
Het lint is groen met twee gele middenstrepen en gele biezen.